# Ludwig Doleschall
Carl Ludwig Doleschall (* 15. Juli 1827 in Neustadt an der Waag; † 26. Februar 1859 in Amboina, Ostindien) war ein österreichischer Insektenforscher.
Ludwig Doleschall wurde als Sohn des evangelischen Theologen Michael Doleschall geboren. Er studierte zunächst an den Universitäten in Preßburg und Wien Medizin. 1852 trat er als Heeresarzt in den Dienst der niederländischen Armee.
Neben seiner beruflichen Tätigkeit widmete Doleschall sich intensiv der Spinnenwelt. 1852 veröffentlichte er das Standardwerk Systematisches Verzeichniß der im Kaiserthum Österreich vorkommenden Spinnen, in dem auch erstmals die im ungarischen Landesteil vorkommenden Arten erfasst wurden. Bei seinem Tod hinterließ er dem Nationalmuseum Budapest eine umfangreiche Sammlung von Käfern.